# 도이치 뵈르제
도이치 뵈르제 AG(독일어: Deutsche Börse) 또는 도이치 뵈르제 그룹(독일어: Deutsche Börse Group)은 주식 및 기타 유가증권의 거래를 위한 시장 주관기관이다. 그것은 또한 거래 서비스 제공업체다. 그것은 기업들과 투자자들에게 세계 자본 시장에 대한 접근권을 준다. 합작 주식회사로서 1993년에 설립되었다. 본사는 프랑크푸르트에 있다. 2010년 12월 현재 상장된 765개 이상 기업의 시가총액은 1조 4천억 유로였다. 2014년 10월 1일, 도이체 보르체 AG는 유엔 지속가능 증권거래소 이니셔티브의 14번째 회원이 되었다.